# Polystira nobilis
Polystira nobilis é uma espécie de gastrópode do gênero Polystira, pertencente a família Turridae.